# Стрельба по голубям
Стрельба по голубям — вид соревнований по стрельбе. В 1900 году была олимпийским видом спорта на летних Олимпийских играх в Париже. 
Зародилась в конце XVIII — начале XIX веков в европейских странах, особенно в Англии и Франции, где возникли кружки стрелков по голубям, выпускаемых из специальных ящиков – «садков». В прошлом спорт был популярен среди аристократов всего мира, проводился в курортных местах, таких как Монако и Гавана.
На Олимпийских играх 1900 года птиц выпускали из клетки, после чего спортсмены по очереди стреляли в них из винтовки. Тот, кто промахивался 2 раза подряд, выбывал из гонки. Всего 166 стрелков застрелили около 400 птиц.
Чемпионом в этом виде спорта (в дальнейшем признанным МОК неофициальным) стал бельгиец Леон де Лунден, застреливший 21 голубя и получивший приз в размере 5000 франков.
В 1902 году после протестов защитников животных живые птицы были заменены подкидываемыми в воздух глиняными макетами.
В России  официальные правила стрельбы по голубям были разработаны в 1883 году в Петербурге «Полюстровским обществом голубиных садков». 
В голубя позволялось стрелять (не более 2 выстрелов) с дистанции 15-20 шагов, цель считалась пораженной, если птица падала до того, как пересечет трехметровый забор, стоящий в 25 метрах от садков.
В 1900 году прошли одни из первых соревнований в Орехово-Зуево, в которых участвовало 162 стрелков. В 1910—1914 гг. на регулярной основе проводились соревнования в Москве, Санкт-Петербурге, Харькове, Одессе и Риге. После Первой Мировой войны и Октябрьской революции стрельба по голубям утратила популярность и прекратила свое существование как вид спорта.
Спорт по-прежнему существует по всему миру (в Египте, Италии, Испании, Франции, США) но, как правило, он малопопулярен и им занимаются только в отдельных местах, таких как частные стрелковые клубы (в связи с протестами защитников животных, усилиями которых данный вид спорта запрещён в ряде стран мира).